# George Baumgartl

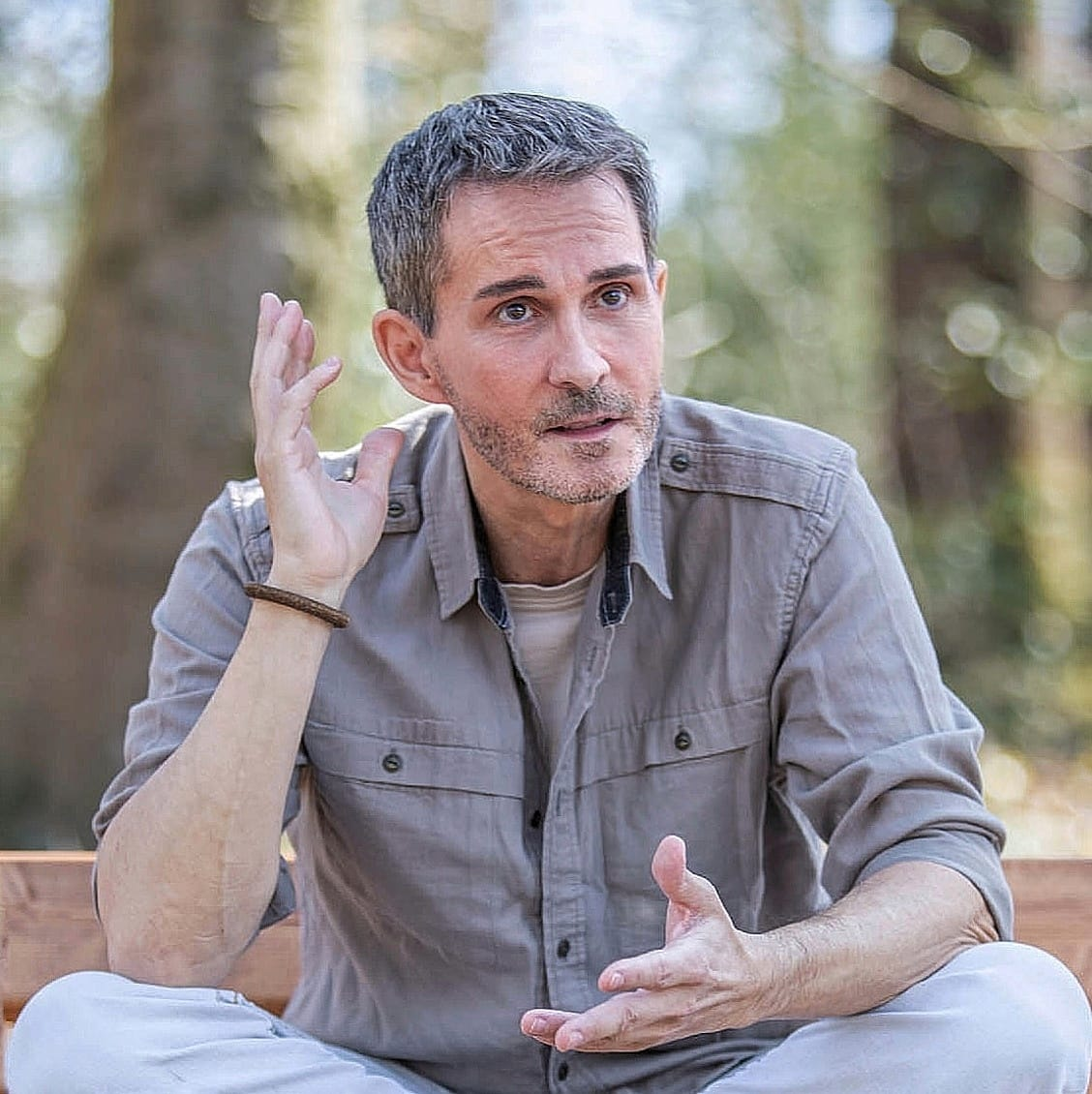
Schauspieler George Baumgartl

George Baumgartl (* 15. April 1964 in Neuss, Deutschland) ist ein deutscher Schauspieler.

## Leben
George Baumgartl kam als Quereinsteiger zur Filmbranche. Er absolvierte nebenbei mehrere Semester Schauspiel und nahm an verschiedenen Schauspielworkshops teil.
Seine ersten Schauspielrolle folgte im Jahr 2016. Seitdem wurde er mehrfach in Nebenrollen besetzt, so z. B. im Kinofilm Was uns nicht umbringt, in den Fernsehserien Lindenstraße oder Unter uns und in Musikvideos. Er ist ebenfalls als Best Ager Model und Fachberater bei Film- und Kinoproduktionen tätig. George Baumgartl ist der jüngste Bruder der renommierten Berufsfotografin Nomi Baumgartl.
Von 2017 bis 2022 war George Baumgartl in der Fernsehserie Auf Streife als Polizeihauptkommissar Georg Kuhn zu sehen.

## Filmografie (Auswahl)
- 2016: Der Blaulicht Report
- 2017: Auf Streife
- 2017: Unter uns
- 2017: SOKO Köln
- 2018: Lifelines
- 2018: Fallible
- 2018: Anwälte der Toten
- 2018: Verstaubt sind die Gesichter
- 2018: Sankt Maik
- seit 2018: Lindenstraße (zweimal in einer Nebenrolle)
- 2018: Was uns nicht umbringt
- 2019: ZDF-History
- 2019: Die Martina Hill Show
- 2021: Jokers Comedy
- 2022: Die Cindy aus Marzahn Show
- 2022: Polizei NRW-LKA Cybercrime
- 2024: Verstaubt sind die Gesichter
- 2024: Requiem
- 2024: Notruf (2024)
- 2024: Alles was zählt